# Palazzo Giugni (via della Condotta)
Palazzo Giugni si trova in via della Condotta, 12, angolo via dei Cerchi 2r- 4r- 6r, a Firenze.

## Storia

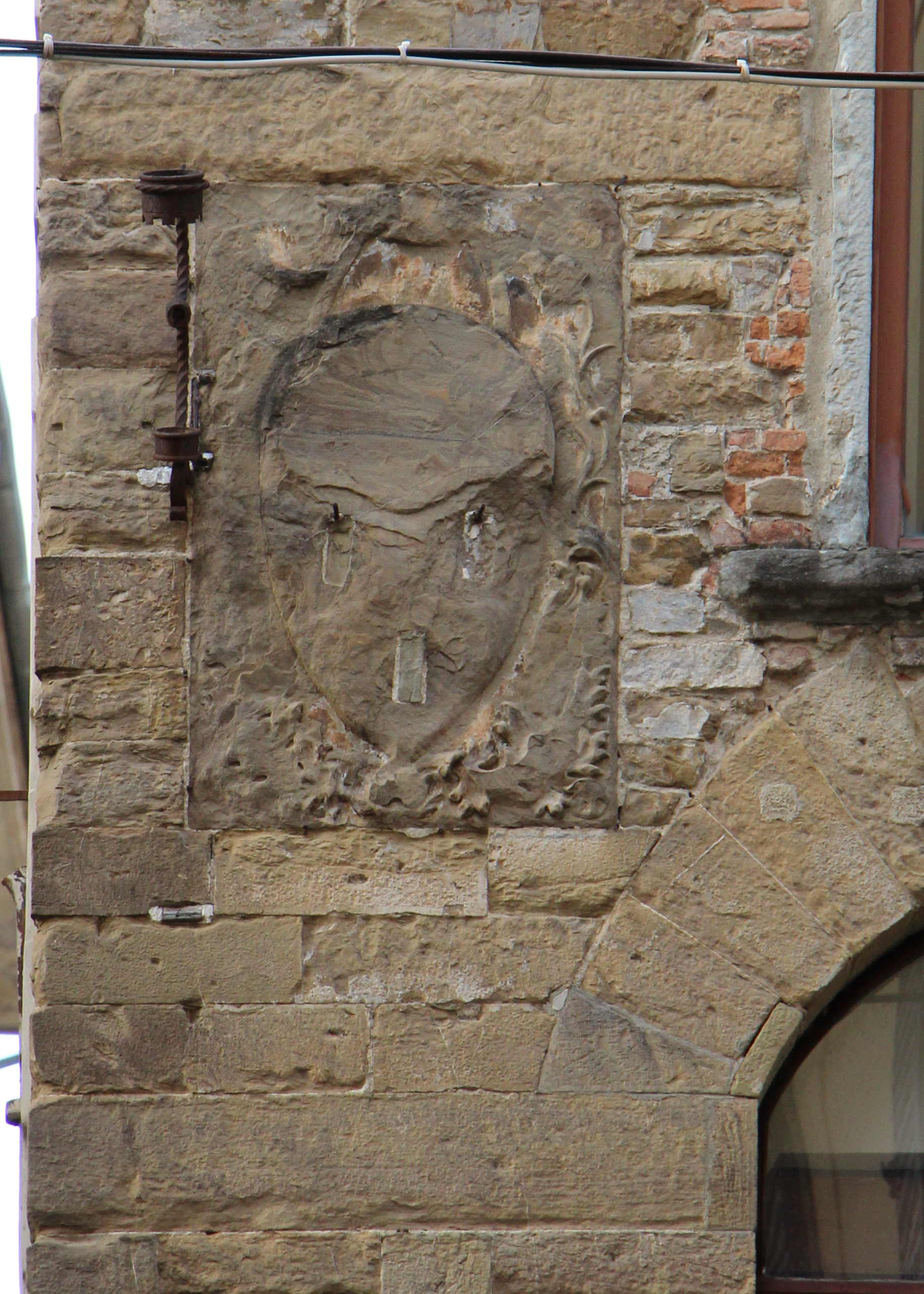
Stemma Giugni esterno

Si tratta di un edificio grandioso seppure, come sottolinea lo stradario di Bargellini e Guarnieri, "restauratissimo e ornato da troppe torcere", comunque di impianto trecentesco, che ingloba una torre dei Cerchi, poi passata ai Giugni quando la prima casata si estinse, documentata come danneggiata da un incendio nel 1332. Fu costruito in una forma di transizione tra la casa-torre e il palazzo vero e proprio, detta a volta del palagio, cioè di torre particolarmente spaziosa, ma con uno sviluppo ancora verticale da non potersi definire pienamente palazzo. Secondo Gian Luigi Maffei infatti cil palazzo "è un esempio emblematico di edificio a corte mercantile con due fornici per la loggia al piano terreno, mezzanino e tre finestre sui tre piani sovrapposti paritetici, sbalzo sul percorso secondario e torre laterale inglobata, ma non resa omogenea né come paramento murario né come grandezza e interasse delle bucature".
Tra la metà dell'Ottocento e gli inizi del Novecento l'edificio fu sede dell'Albergo della Luna (al cui ristorante era solito mangiare lo scrittore statunitense  Herman Melville durante il suo soggiorno fiorentino del 1857), poi Albergo Venezia, poi Piemonte: fu in questo periodo che l'edificio perse alcuni dei caratteri trecenteschi che fino allora aveva mantenuti, come il coronamento merlato, che lo rendevano una delle più belle e integre case trecentesche fiorentine. Nell'androne, a destra, è uno scudo moderno con un'arme contrassegnata da tre scudetti d'argento caricati di una croce.

## Descrizione

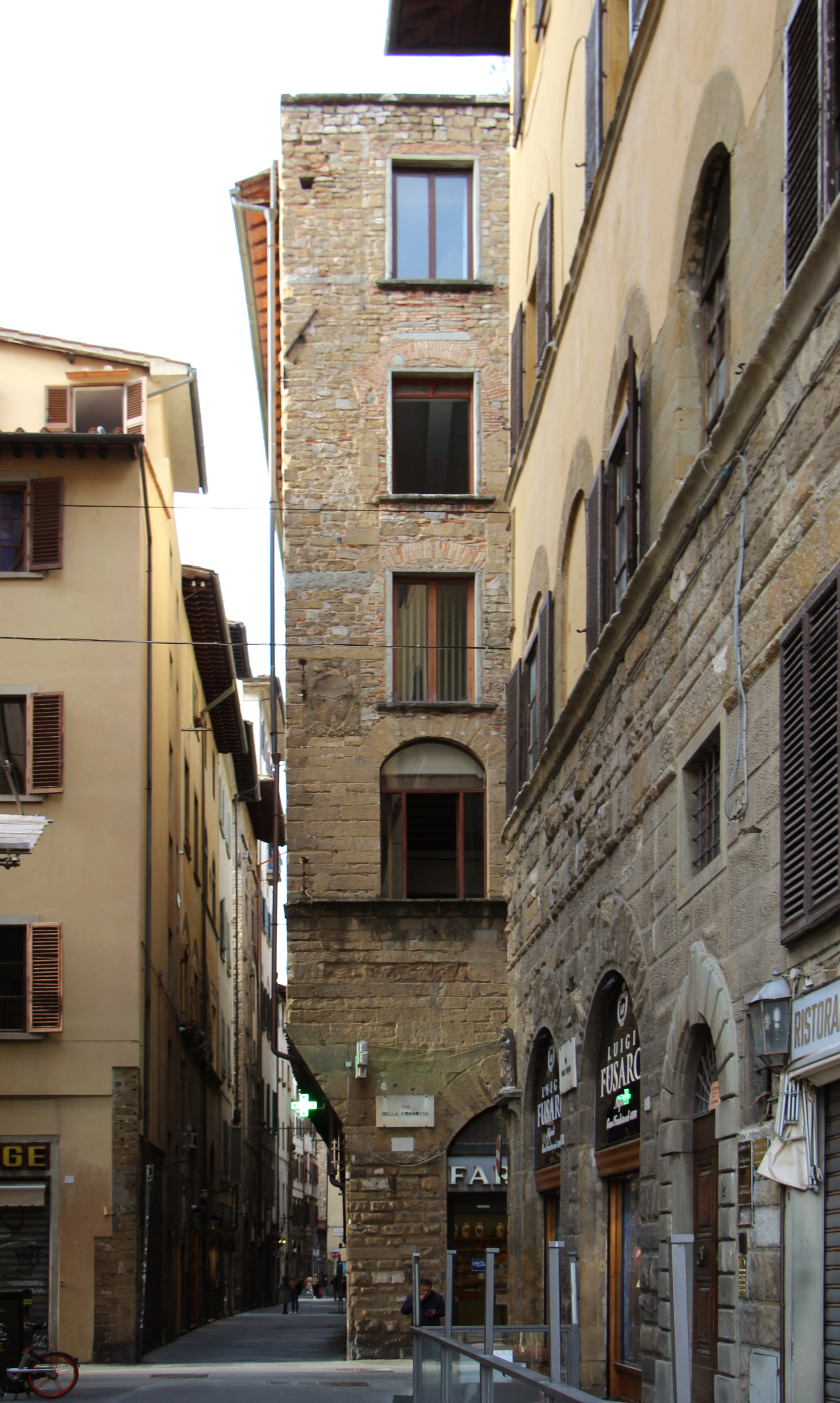
Veduta da via delle Farine

Il piano terreno che guarda a via della Condotta presenta tre grandi fornici dei quali uno costituisce l'attuale ingresso al palazzo e, per quanto si notino varie integrazioni, il parato in pietra forte si mostra continuo e sufficientemente omogeneo, con un bugnato rustico che ha una forma ancora incerta e poco sporgente, per questo è databile vicino all'esempio più antico di tale caratteristica architettonica, il palazzo dei Cerchi situato un isolato più a ovest. Dei tre portali, due sono destinati a fondaci e botteghe (infatti ancora oggi vi sono ospitati esercizi commerciali), con grandi archi a tutto sesto.
Ai piani superiori, viceversa, l'apparecchio murario è frammentario e, appunto, "restauratissimo". Su via de' Cerchi l'edificio si sviluppa con uno sporto su belle mensole in pietra. Più in alto si trova una fila di finestre rettangolari, poi, separato da una cornice marcapiano, inizia la parte superiore del palazzo, con una file eleganti monofore, seguite più in alto da tre piani con quattro aperture rettangolari ciascuno. All'ultimo piano tornano le monofore e più in alto ancora spunta un'altana, con vista su piazza della Signoria.
Nei pressi della cantonata, alto, è uno scudo con il campo scalpellinato che Walther Limburger indicava segnato dall'arme dei Cerchi.

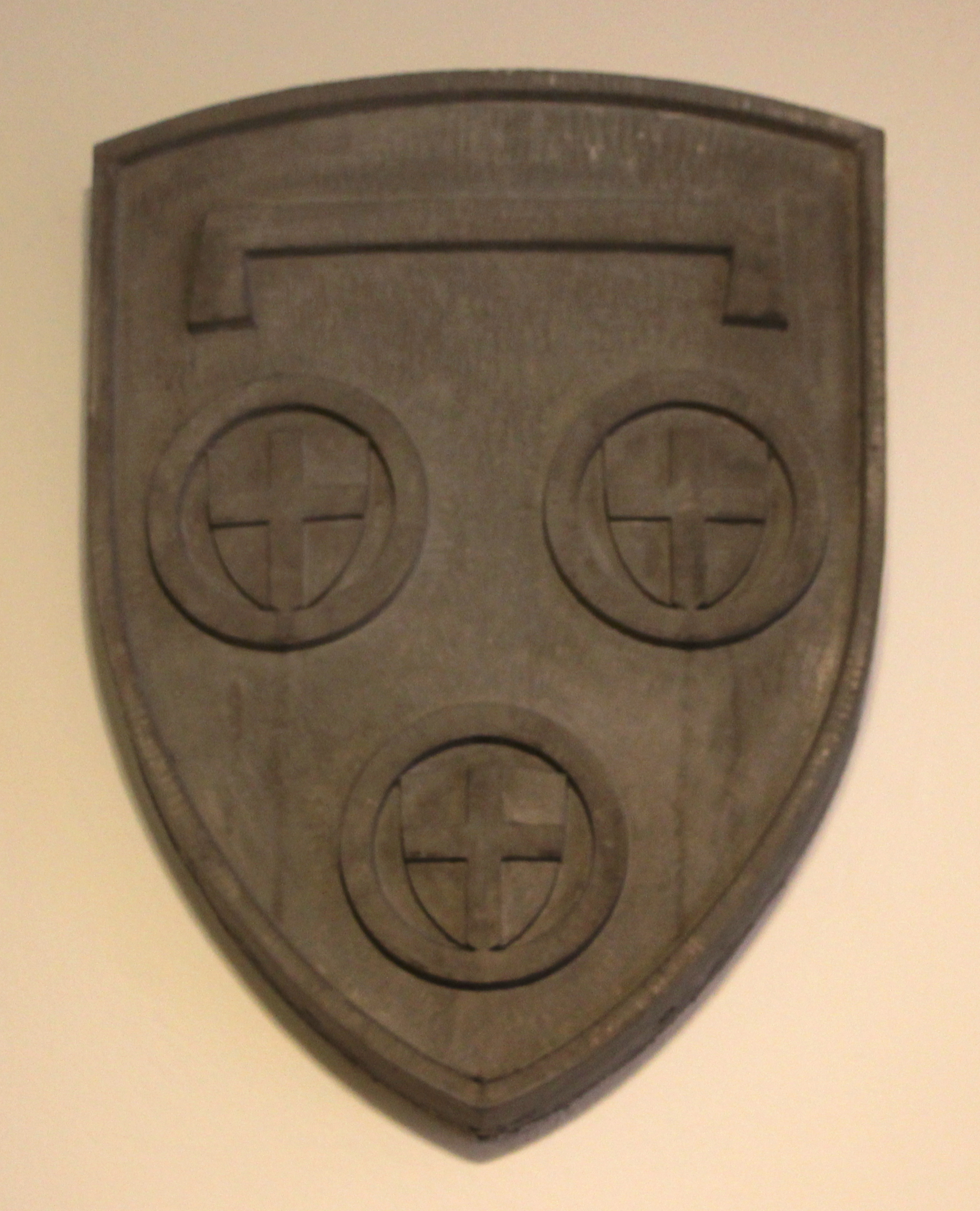
Stemma Cerchi nell'androne

## Bibliografia

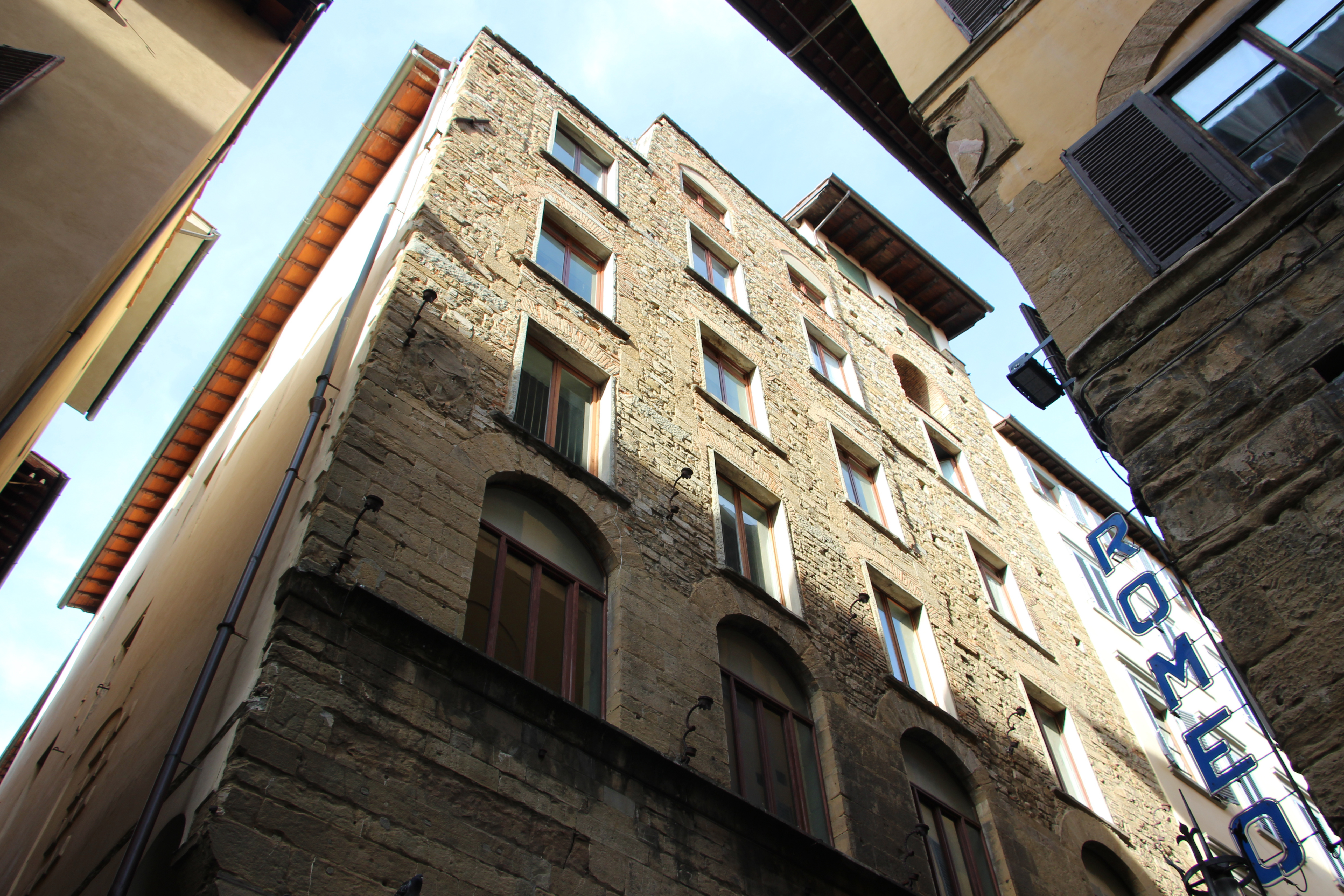
Parte alta del palazzo